# Nigroporus ussuriensis
Nigroporus ussuriensis är en svampart som först beskrevs av Bondartsev & Ljub., och fick sitt nu gällande namn av Y.C. Dai & Niemelä 1995. Nigroporus ussuriensis ingår i släktet Nigroporus och familjen Polyporaceae.   Inga underarter finns listade i Catalogue of Life.